# Labeo trigliceps
Labeo trigliceps é uma espécie de peixe actinopterígeo da família Cyprinidae.
Apenas pode ser encontrada no Quénia.
Os seus habitats naturais são: rios.